# Listes de dirigeants
Vous pouvez aider à l'améliorer ou bien discuter des problèmes sur sa page de discussion.
- Son texte doit être wikifié : il ne correspond pas à la mise en forme Wikipédia (style, typographie, liens internes, liens entre les wikis, etc.). (Marqué depuis juillet 2023)
- Il adopte un point de vue régional ou culturel particulier et nécessite une internationalisation. (Marqué depuis juillet 2023)

Cet article est une liste des listes de dirigeants.

## Par pays

### Régime politique ancien
- Akkad
  - rois
- Aztèque
  - empereurs
- Égypte antique
  - pharaons (ordre alphabétique)
- Hollande
  - comtes
- France
  - monarques
- Japon
  - Shoguns
  - Régents Fujiwara
- Luxembourg
  - Comtes et ducs
- Empire moghol
  - moghols
- Patagonie-Araucanie
- Pologne
  - monarques
- Portugal
  - monarques
- Principauté de Liège
  - évêques de Tongres, Maastricht et Liège
- Rome antique
  - rois
  - empereurs
- Russie
  - monarques
- Union soviétique
  - Dirigeants
- Saint-Empire romain germanique
  - Liste des empereurs allemands

### Régime politique actuel
- Andorre
  - Coprinces d'Andorre
- Algérie
  - présidents
- Allemagne
  - présidents
  - chanceliers
- Australie
  - gouverneurs-généraux
  - premiers ministres
- Belgique
  - monarques
  - premiers ministres
- Bolivie
  - présidents
- Brésil
  - monarques
  - présidents
- Canada
  - Premiers ministres
  - Premiers ministres de l'Alberta
  - Premiers ministres de la Colombie-Britannique
  - Premiers ministres de l'Île-du-Prince-Édouard
  - Premiers ministres du Manitoba
  - Premiers ministres du Nouveau-Brunswick
  - Premiers ministres de la Nouvelle-Écosse
  - Premiers ministres du Nunavut
  - Premiers ministres de l'Ontario
  - Premiers ministres du Québec
  - Premiers ministres de la Saskatchewan
  - Premiers ministres de Terre-Neuve-et-Labrador
  - Premiers ministres des Territoires du Nord-Ouest
  - Premiers ministres du Yukon
- Colombie
  - présidents
- Croatie
  - Président de la république de Croatie
  - Président du gouvernement de la république de Croatie
- Cuba
  - présidents
- Espagne
  - monarques
  - Premiers ministres
- États-Unis
  - présidents
- Fidji
  - présidents
  - premiers ministres
- France
  - présidents de la République
  - présidents du Conseil
  - premiers ministres
  - liste des députés de la XVe législature de la Cinquième République
- Grèce
  - Présidents de la Grèce
  - Premiers ministres de la Grèce
- Guatemala
  - présidents
- Inde
  - présidents
  - Premiers ministres
- Israël
  - présidents
- Italie
  - présidents
  - Présidents du Conseil italiens
- Japon
  - empereurs
  - Premiers ministres
- Kiribati
  - présidents
- Luxembourg
  - Grand-ducs
  - Premiers ministres
- Kenya
  - Présidents
  - Vice-présidents
  - Premiers ministres
- Malte
  - Présidents de Malte
- Maroc
  - monarques
  - premiers ministres
- Mexique
  - présidents
- Monaco
  - princes
- Nauru
  - présidents
- Nicaragua
  - présidents
- Nouvelle-Zélande
  - gouverneurs généraux
  - premiers ministres
- Papouasie-Nouvelle-Guinée
  - gouverneurs généraux
  - premiers ministres
- Pérou
  - présidents
- Pologne
  - présidents
- Royaume-Uni
  - monarques
  - Premiers ministres
- Russie
  - présidents
- Sénégal
  - présidents
- Sri Lanka
  - dirigeants
- Suisse
  - présidents
  - conseillers fédéraux
- Thaïlande
  - rois
- Turquie
  - présidents
- Union européenne
  - présidents de la commission
  - commissaires européens

### Dignitaires religieux
- Papes
- évêques de Tongres, Maastricht et Liège

## Listes chronologiques de chefs d'État et dirigeants nationaux
- Liste des chefs de l'exécutif par État en 2011
- Liste des chefs de l'exécutif par État en 2012
- Liste des chefs de l'exécutif par État en 2014
- Liste des chefs de l'exécutif par État en 2016
- Liste des chefs de l'exécutif par État en 2019
- Liste des chefs de l'exécutif par État en 2020
- Liste des chefs de l'exécutif par État en 2021

## Listes de dirigeants actuels
- Liste des dirigeants actuels des États
- Liste des ministres des Affaires étrangères
- Liste des ministres de la Défense
- Liste des ministres des Finances
- Liste des ministres de l'Intérieur
- Liste des ministres de la Justice
- Liste des présidents d'assemblée parlementaire
- Liste des dirigeants des organisations internationales
- Liste des principaux dirigeants de l'Union européenne
- Liste des dirigeants des organisations non gouvernementales internationales
- Liste des dirigeants des partis politiques de l’Union européenne
- Liste des dirigeants des principaux syndicats
- Liste des dirigeants des grandes entreprises
- Liste des gouverneurs des provinces afghanes
- Liste des dirigeants des provinces sud-africaines
- Liste des préfets des régions albanaises
- Liste des walis d'Algérie
- Liste des dirigeants des Länder allemands
- Liste des gouverneurs des provinces de l'Angola
- Liste des gouverneurs des provinces saoudiennes
- Liste des gouverneurs des provinces argentines
- Liste des gouverneurs des régions arméniennes
- Liste des dirigeants des États et territoires australiens
- Liste des gouverneurs des Länder autrichiens
- Liste des commissaires des divisions du Bangladesh
- Liste des dirigeants des régions, communautés et provinces de la Belgique
- Liste des préfets des départements du Bénin
- Liste des dirigeants des provinces biélorusses
- Liste des ministres en chef des divisions administratives birmanes
- Liste des gouverneurs des départements boliviens
- Liste des dirigeants des entités de Bosnie-Herzégovine
- Liste des gouverneurs des États du Brésil
- Liste des dirigeants des districts du Brunei
- Liste des gouverneurs des provinces bulgares
- Liste des gouverneurs des provinces du Cambodge
- Liste des gouverneurs des régions camerounaises
- Liste des dirigeants des provinces et territoires du Canada
- Liste des dirigeants des préfectures centrafricaines
- Liste des intendants des régions du Chili
- Liste des dirigeants des provinces chinoises
- Liste des officiers des districts chypriotes
- Liste des gouverneurs des départements colombiens
- Liste des gouverneurs des îles comoriennes
- Liste des dirigeants des départements de la République du Congo
- Liste des gouverneurs de la République démocratique du Congo
- Liste des dirigeants des provinces sud-coréennes
- Liste des préfets des régions de la Côte d'Ivoire
- Liste des gouverneurs des comitats croates
- Liste des dirigeants des provinces cubaines
- Liste des dirigeants des régions danoises
- Liste des gouverneurs des provinces dominicaines
- Liste des dirigeants des gouvernorats égyptiens
- Liste des dirigeants des émirats formant les Émirats arabes unis
- Liste des dirigeants des provinces de l'Équateur
- Liste des gouverneurs des régions de l'Érythrée
- Liste des dirigeants des communautés autonomes espagnoles
- Liste des gouverneurs des comtés estoniens
- Liste des gouverneurs et lieutenants-gouverneurs des États des États-Unis
- Liste des dirigeants des principales institutions des États-Unis
- Liste des maires des grandes villes des États-Unis
- Liste des dirigeants des États régionaux éthiopiens
- Liste des dirigeants des régions finlandaises
- Liste des préfets français
- Liste des recteurs des académies françaises
- Liste des dirigeants des régions françaises
- Liste des présidents des conseils départementaux français
- Liste des maires des grandes villes françaises
- Liste des dirigeants des principaux syndicats français
- Liste des gouverneurs des provinces du Gabon
- Liste des gouverneurs des divisions de la Gambie
- Liste des dirigeants des régions géorgiennes
- Liste des ministres régionaux du Ghana (en)
- Liste des dirigeants des périphéries grecques
- Liste des gouverneurs des départements du Guatemala
- Liste des gouverneurs des régions guinéennes
- Liste des gouverneurs des provinces de la Guinée-Équatoriale
- Liste des dirigeants des provinces du Guyana
- Liste des délégués départementaux haïtiens
- Liste des gouverneurs des départements du Honduras
- Liste des présidents des comitats hongrois
- Liste des dirigeants des États et territoires de l’Inde
- Liste des gouverneurs des provinces indonésiennes
- Liste des gouverneurs des provinces de l'Irak
- Liste des gouverneurs des provinces iraniennes
- Liste des dirigeants des régions et des comtés irlandais
- Liste des présidents des régions et des provinces italiennes
- Liste des maires des paroisses de la Jamaïque
- Liste des gouverneurs des préfectures japonaises
- Liste des dirigeants des gouvernorats jordaniens
- Liste des dirigeants des régions du Kazakhstan
- Liste des gouverneurs des comtés du Kenya
- Liste des gouverneurs des provinces du Kirghizstan
- Liste des gouverneurs des gouvernorats du Koweït
- Liste des gouverneurs des provinces du Laos
- Liste des présidents des régions lettones
- Liste des dirigeants des gouvernorats du Liban
- Liste des dirigeants des comtés du Liberia
- Liste des responsables des apskritys lituaniens
- Liste des dirigeants des provinces des Maldives
- Liste des chefs des régions malgaches
- Liste des dirigeants des États malaisiens
- Liste des dirigeants des régions du Mali
- Liste des walis des régions du Maroc
- Liste des gouverneurs des régions de la Mauritanie
- Liste des gouverneurs des États mexicains
- Liste des gouverneurs des États formant les États fédérés de Micronésie
- Liste des gouverneurs des provinces de la Mongolie
- Liste des gouverneurs des provinces du Mozambique
- Liste des gouverneurs des régions namibiennes
- Liste des gouverneurs des régions du Niger
- Liste des dirigeants des États du Nigeria
- Liste des dirigeants des comtés norvégiens
- Liste des dirigeants des régions néo-zélandaises
- Liste des gouverneurs des gouvernorats d'Oman
- Liste des gouverneurs des provinces de l'Ouzbékistan
- Liste des dirigeants des provinces et territoires du Pakistan
- Liste des gouverneurs des États des Palaos (en)
- Liste des gouverneurs des provinces du Panama
- Liste des dirigeants des provinces de Papouasie-Nouvelle-Guinée
- Liste des gouverneurs des départements du Paraguay
- Liste des dirigeants des provinces des Pays-Bas
- Liste des présidents des régions péruviennes
- Liste des gouverneurs des provinces des Philippines
- Liste des gouverneurs des voïvodies polonaises
- Liste des dirigeants des régions et des districts portugais
- Liste des dirigeants des départements roumains
- Liste des dirigeants des régions et des comtés du Royaume-Uni
- Liste des lord lieutenants du Royaume-Uni (en)
- Liste des dirigeants des districts et sujets fédéraux russes
- Liste des gouverneurs des provinces du Rwanda
- Liste des dirigeants des provinces des Salomon
- Liste des gouverneurs des départements du Salvador
- Liste des dirigeants des régions du Sénégal
- Liste des dirigeants des provinces de Sierra Leone
- Liste des présidents des régions slovaques
- Liste des gouverneurs des États du Soudan (en)
- Liste des gouverneurs des États du Soudan-du-Sud (en)
- Liste des dirigeants des provinces de Sri-Lanka
- Liste des dirigeants des comtés suédois
- Liste des présidents de gouvernement des cantons suisses
- Liste des dirigeants des gouvernorats syriens
- Liste des gouverneurs des provinces du Tadjikistan
- Liste des gouverneurs des provinces et comtés de Taïwan
- Liste des commissaires des régions tanzaniennes
- Liste des gouverneurs des régions du Tchad
- Liste des dirigeants des régions tchèques
- Liste des gouverneurs des provinces thaïlandaises
- Liste des administrateurs des districts du Timor oriental
- Liste des dirigeants des gouvernorats tunisiens
- Liste des gouverneurs des provinces du Turkménistan
- Liste des préfets des provinces turques
- Liste des dirigeants des régions ukrainiennes
- Liste des intendants des départements de l'Uruguay
- Liste des présidents des provinces du Vanuatu
- Liste des dirigeants des États du Venezuela
- Liste des dirigeants des provinces vietnamiennes
- Liste des dirigeants des gouvernorats du Yémen
- Liste des ministres provinciaux zambiens
- Liste des gouverneurs des provinces du Zimbabwe